# Aurach am Hongar
Aurach am Hongar ist eine Gemeinde  in Oberösterreich im Bezirk Vöcklabruck  im Hausruckviertel mit 1886 Einwohnern (Stand 1. Jänner 2024). Der zuständige Gerichtsbezirk ist Vöcklabruck.

## Geografie
Aurach am Hongar liegt auf 488 Meter Höhe im Salzkammergut im Einzugsgebiet der oberen Dürren Aurach, die später in die Ager mündet. Der tiefste Punkt der Gemeinde liegt im Nordosten 450 Meter über dem Meeresniveau. Das südliche Gemeindegebiet ist bewaldet und steigt im Hongar auf 943 Meter an. Die Ausdehnung beträgt von Nord nach Süd 8,1 Kilometer, von West nach Ost 5,4 Kilometer. Die Gesamtfläche liegt bei 25 Quadratkilometer. Davon sind 54 Prozent bewaldet, 38 Prozent werden landwirtschaftlich genutzt.

### Gemeindegliederung
Das Gemeindegebiet umfasst folgende 11 Ortschaften (in Klammern Einwohnerzahl Stand 1. Jänner 2024):
- Aurach am Hongar (410)
- Grafenbuch (26)
- Hainbach (252)
- Halbmoos (84)
- Illingbuch (79)
- Jetzing (98)
- Kasten (272)
- Looh (267)
- Pranzing (271)
- Raschbach (97)
- Weichselbaum (30)

Die Gemeinde besteht aus den Katastralgemeinden Aurach und Hainbach.

### Nachbargemeinden
| Timelkam                                   |                                             | Regau    |
| Lenzing an der Ager Schörfling am Attersee | Kompassrose, die auf Nachbargemeinden zeigt |          |
| Weyregg am Attersee                        | Altmünster                                  | Pinsdorf |

## Geschichte
Der Fund einer Pfeilspitze bezeugt, dass das Gebiet in der Urzeit bewohnt war. Um das Jahr 800 wurde das Gebiet am Ostufer der Ager besiedelt, wie die Ortsnamen Würzing und Jetzing zeigen. Das Einzugsgebiet der Dürren Aurach wurde größtenteils erst im 11. Jahrhundert besiedelt. Der Name Aurach ist vom Fluss „Dürre Aurach“ abgeleitet. Dies bedeutet „Bach an dem Auerochsen vorkommen“. Der Ortsname Aurach deutet auf eine Siedlung an einem Flussübergang hin. Schriftlich erwähnt ist ein Reichsministeriale „Engelschalk von Aurach“ in einer Traditionsurkunde für Ranshofen. Im Hochmittelalter (um 1200) gehörte ein Teil des Gebietes von Aurach am Hongar zum in der Nähe von Passau gelegenen Kloster Asbach/Rott, ein anderer Teil dem Grafen Gebhard von Regau. 1458 weihte Bischof Sigismund(?) von Passau eine Kapelle mit dem Patrozinium der hl. Evangelist Matthäus und hl. Alexius der Bekenner (Eremit/Einsiedler).
In der Folge war der Pfarrer von Schörfling am Attersee verpflichtet, jeden Donnerstag in Aurach eine Messe zu lesen. Im Zuge der Josephinischen Kirchenreform erhielt Aurach 1784 einen eigenen Seelsorger, wurde aber erst 1876 eine selbständige Pfarre. Nachdem die alte Pfarrkirche 1888 abgebrannt war, wurde dann der noch heute bestehende Neubau 1893 eingeweiht.
Interessant ist, dass bereits 1594 in einer Kirchenrechnung ein Schulmeister in Aurach erwähnt wird. In diesem Zusammenhang muss auch die auf die Einsiedelei nahe der Kapelle St. Alexi hingewiesen werden, deren Errichtung 1726 vom Passauer Fürstbischof Josef Dominicus auf Ansuchen des Grafen Khevenhüller genehmigt wurde. Der Eremit, Bruder Josef Würth, ehemaliger Kammerschreiber des Grafen Khevenhüller, bekam den Auftrag, die Jugend in Lesen und Schreiben zu unterrichten. Um das Jahr 1873 wurden die Steuergemeinden Hainbach und Aurach zur Ortsgemeinde Aurach zusammengelegt.

### Einwohnerentwicklung
1991 hatte die Gemeinde laut Volkszählung 1368 Einwohner, 2001 dann 1585 Einwohner.

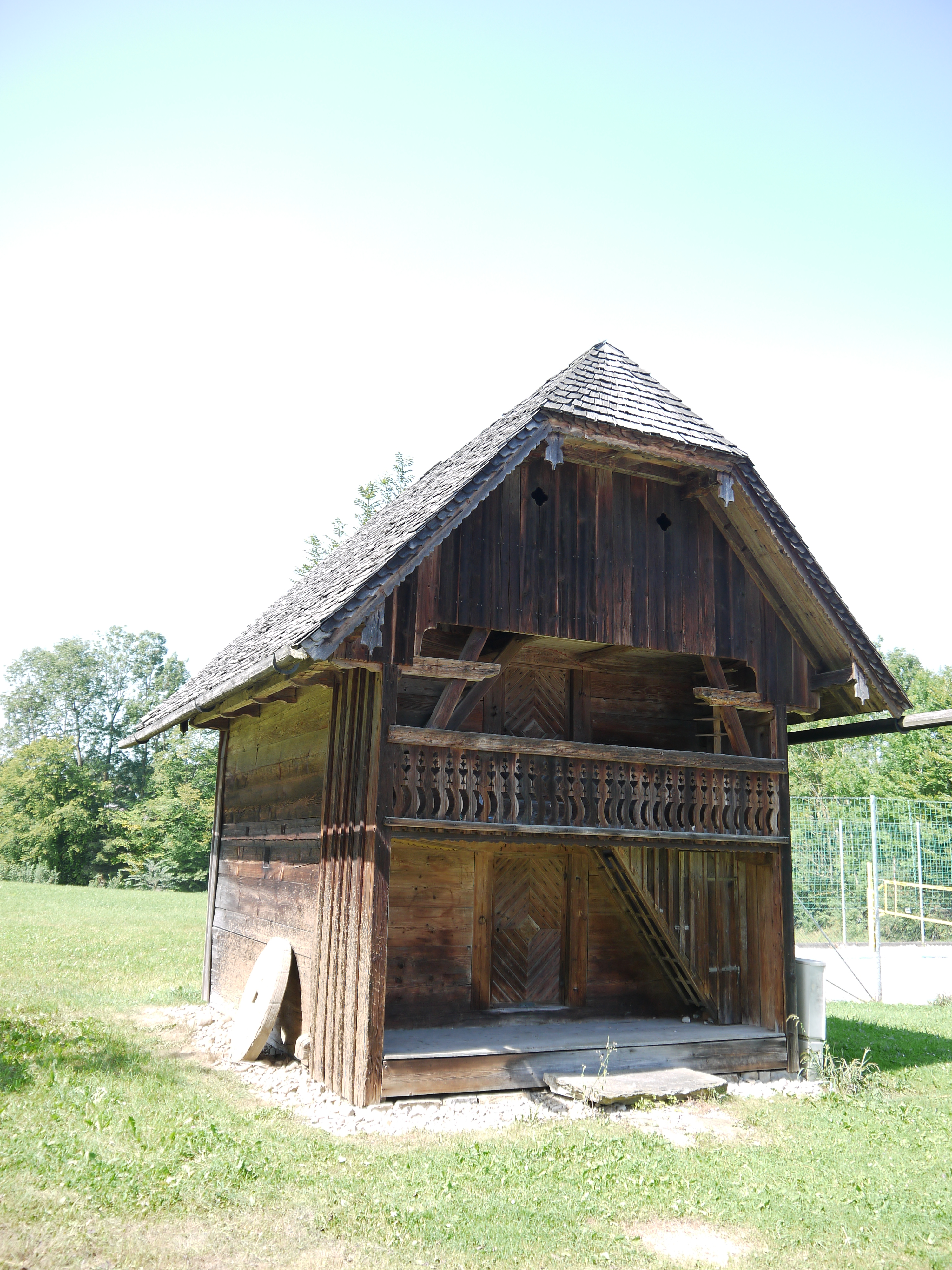
Heimatmuseum Troadkasten

## Kultur und Sehenswürdigkeiten

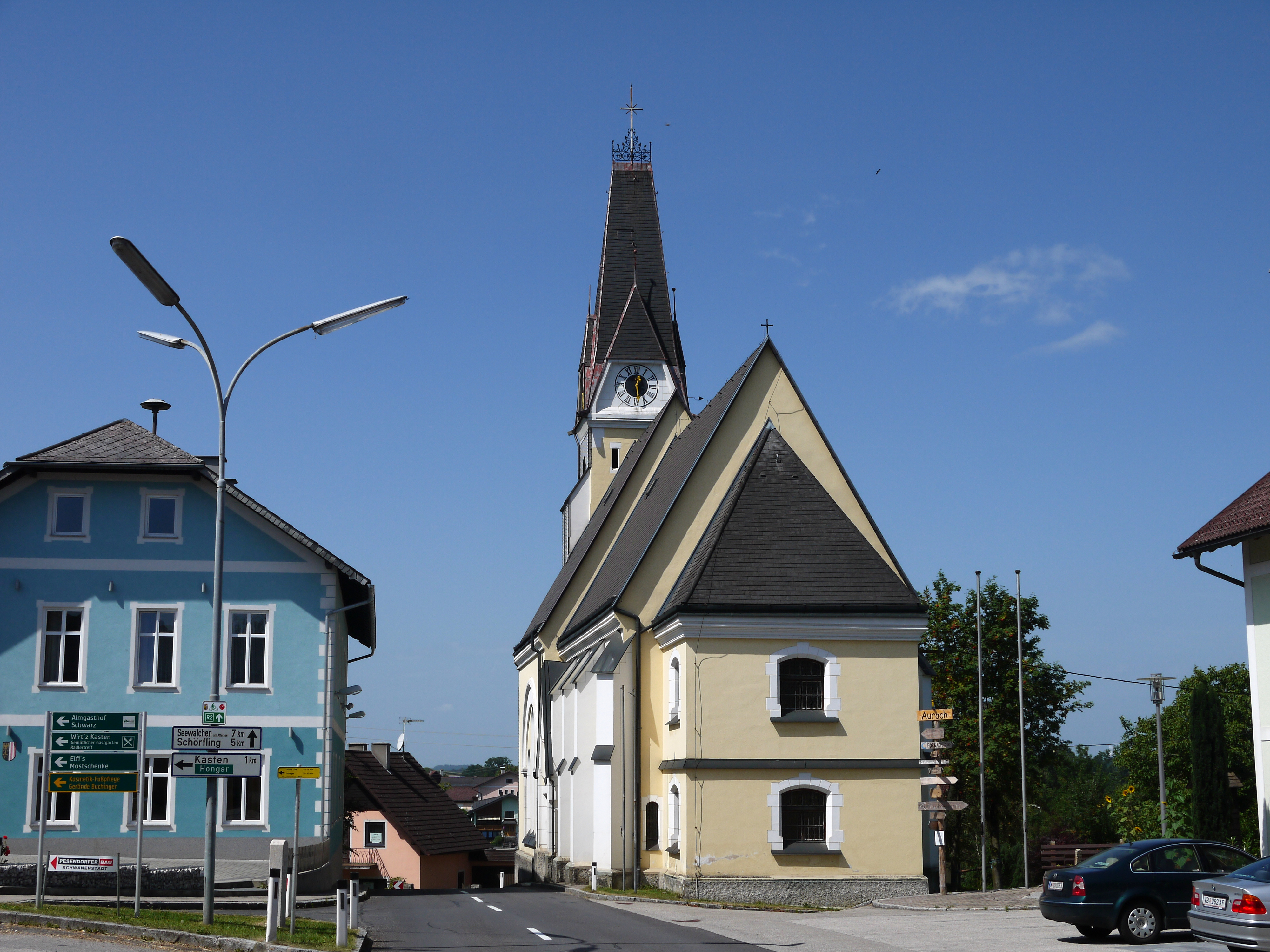
Pfarrkirche Aurach am Hongar

- Katholische Pfarrkirche Aurach am Hongar hl. Alexius
- Troadkasten: Ein kleines Heimatmuseum ab 1986 mit bäuerlichen Gerätschaften.

## Wirtschaft und Infrastruktur

### Wirtschaftssektoren
Von den 58 landwirtschaftlichen Betrieben des Jahres 2010 wurden 26 im Haupterwerb geführt. Diese bewirtschafteten 71 Prozent der Flächen. Im Produktionssektor arbeiteten 67 Erwerbstätige im Baugewerbe und 35 im Bereich Herstellung von Waren. Die größten Arbeitgeber des Dienstleistungssektors waren die Bereiche soziale und öffentliche Dienste (38), Handel (21) und Beherbergung und Gastronomie (20 Mitarbeiter).
| Wirtschaftssektor            | Anzahl Betriebe | Anzahl Betriebe | Erwerbstätige | Erwerbstätige |
| Wirtschaftssektor            | 2011            | 2001            | 2011          | 2001          |
| ---------------------------- | --------------- | --------------- | ------------- | ------------- |
| Land- und Forstwirtschaft 1) | 58              | 73              | 48            | 50            |
| Produktion                   | 18              | 12              | 102           | 60            |
| Dienstleistung               | 49              | 29              | 104           | 75            |

1) Betriebe mit Fläche in den Jahren 2010 und 1999
| Im Jahr 2011 lebten 864 Erwerbstätige in Aurach am Hongar. Davon arbeiteten 153 in der Gemeinde, mehr als achtzig Prozent pendelten aus. - Eisenbahn: Der nächste Bahnhof liegt zehn Kilometer im Norden in Vöcklabruck. - Straße: Quer durch das Gemeindegebiet führt die West Autobahn A1. | Hier fehlt eine Grafik, die leider im Moment aus technischen Gründen nicht angezeigt werden kann. Wir arbeiten daran! |

## Politik

### Gemeinderat
| Der Gemeinderat hat 19 Mitglieder. - Mit den Gemeinderats- und Bürgermeisterwahlen in Oberösterreich 1997 hatte der Gemeinderat folgende Verteilung: 11 ÖVP, 5 SPÖ und 3 FPÖ. - Mit den Gemeinderats- und Bürgermeisterwahlen in Oberösterreich 2003 hatte der Gemeinderat folgende Verteilung: 9 ÖVP, 9 SPÖ und 1 FPÖ. - Mit den Gemeinderats- und Bürgermeisterwahlen in Oberösterreich 2009 hatte der Gemeinderat folgende Verteilung: 10 ÖVP, 7 SPÖ und 2 FPÖ. - Mit den Gemeinderats- und Bürgermeisterwahlen in Oberösterreich 2015 hatte der Gemeinderat folgende Verteilung: 7 ÖVP, 6 FPÖ und 6 SPÖ. - Mit den Gemeinderats- und Bürgermeisterwahlen in Oberösterreich 2021 hat der Gemeinderat folgende Verteilung: 8 ÖVP, 7 SPÖ und 4 FPÖ. | Hier fehlt eine Grafik, die leider im Moment aus technischen Gründen nicht angezeigt werden kann. Wir arbeiten daran! |

### Bürgermeister
Bürgermeister seit 1850 waren:
- 1850–1858 Johann Mößlinger
- 1858–1862 Josef Stelzer
- 1862–1864 Johann Möslinger
- 1964–1867 Josef (Georg) Schwamberger
- 1867–1870 Andrä Schuster
- 1870–1873 Franz Linner
- 1873–1876 Andreas Schuster
- 1876–1879 Mathias Scharfinger
- 1879–1885 Wolfgang Fellinger
- 1885–1894 Ferdinand Scharmüller
- 1894–1896 Franz Waidinger
- 1896–1900 Wolfgang Haidecker
- 1900–1903 Johann Lehner
- 1903–1906 Gallus Weichselbaumer
- 1906–1909 Mathias Fellinger
- 1909–1912 Peter Scherndl
- 1912–1919 Johann Gebetsroither
- 1919–1924 Ludwig Kölblinger
- 1924–1929 Peter Humer
- 1929–1942 Johann Schachinger
- 1942–1945 Josef Schneeberger
- 1945–1949 Johann Schachinger
- 1949–1961 Gallus Kirchgatterer
- 1961–1984 Rudolf Streicher
- 1984–2008 Franz Fellinger
- 2008–2015 Erwin Bichler
- 2015–2020 Josef Staufer
- seit 2020 Franz Gabeder (ÖVP)[12]

### Wappen
Blasonierung: In Gold ein erniedrigter, blauer Wellenbalken, belegt mit zwei goldenen Wellenleistenstäben; oben ein schwarzer Auerochsenkopf im Visier, unten ein grüner Dreiberg. Die Gemeindefarben sind Schwarz-Gelb-Blau.
Das Gemeindewappen wurde 1980 verliehen. Als redendes Wappen erklären der Auerochsenkopf und die Wellen den Ortsnamen (ahd. ur = Auerochs und aha = fließendes Wasser). Der Wellenbalken steht dabei auch für die Dürre Aurach, der Dreiberg für den Hongar.

## Persönlichkeiten

### Söhne und Töchter der Gemeinde
- Leopold Steinbichler (* 1959), Politiker (ÖVP, Team Stronach)

### Mit der Gemeinde verbundene Persönlichkeiten
- Josef Starzinger (1874–1961), Ehrenbürger von Aurach, Pfarrer in St. Marienkirchen/Sch., Stadtpfarrer und Dechant von Schärding
- Daniela Emminger (* 1975), Schriftstellerin